# APBB1IP
APBB1IP (do inglês: Amyloid beta A4 precursor protein-binding family B member 1-interacting protein, também denominado APBB1-interacting protein 1 ou Rap1-GTP-interacting adapter molecule (RIAM)) é uma proteína que nos humanos é codificada pelo gene com o mesmo nome.